# Heterorrhina chayuensis
Heterorrhina chayuensis är en skalbaggsart som beskrevs av Devecis 2008. Heterorrhina chayuensis ingår i släktet Heterorrhina och familjen Cetoniidae. Utöver nominatformen finns också underarten H. c. flutschiana.